# Robert Julien Van Maldeghem

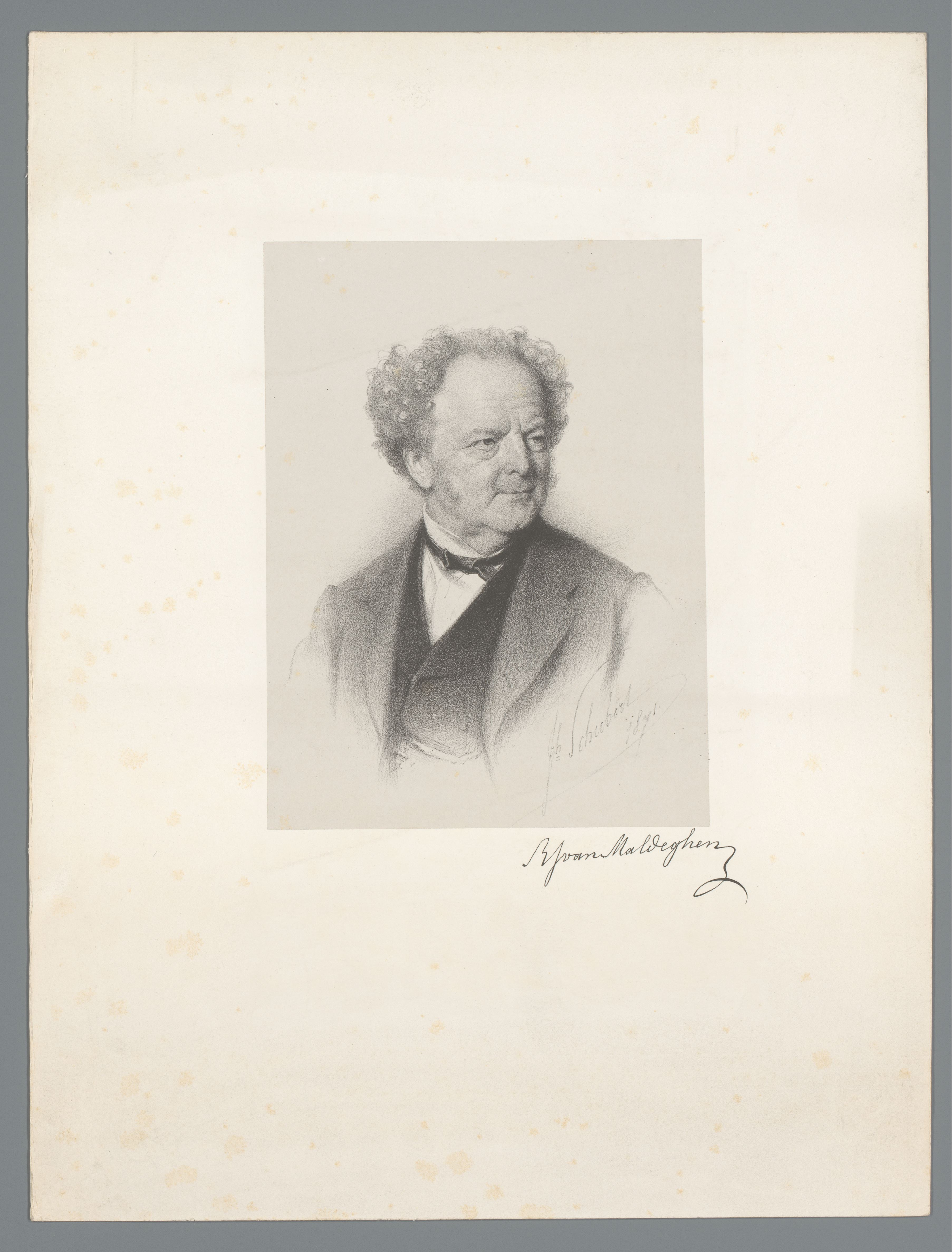
Robert Julien Van Maldeghem

Robert Julien Van Maldeghem (Dentergem, 8 oktober 1806 - Elsene, 13 november 1893) was een Belgisch muziekpedagoog en componist.

## Levensloop
Hij was de zoon van onderwijzer Justin Van Maldeghem en de broer van componist Etienne Evarist Van Maldeghem. In 1830 trok hij met zijn drie broers naar Wetteren, waar zij actief waren in de Burgerwacht, o.a. tijdens de Belgische revolutie van 1830. Hijzelf en Etienne Evarist werden in deze Burgerwacht eerste-luitenant.
In 1835 verhuisden de broers naar Brussel. Vanaf dat jaar studeerde Robert aan het Koninklijk Conservatorium in de hoofdstad en behaalde er in 1838 de eerste prijs voor compositie, in de klas van François-Joseph Fétis. Hij ging verder studeren in Parijs en in Duitsland. Samen met zijn broers Jean-Baptiste en Etienne Evariste, stichtte hij in 1843 het Gomberts Zanggenootschap, met als doel de uitvoering van Vlaamse en Duitse koormuziek te stimuleren.
In 1846 volgde de oprichting van het Vlaemsch-Duitsch Zangverbond, door hem, samen met zijn broer Evarist, Johan Dautzenberg en Prudens Van Duyse. Dit Zangverbond wilde vooral de contacten tussen Vlaanderen en het Rijnland nauwer aanhalen. De grote zangfeesten die werden ingericht en waar hij een van de organisatoren van was, vonden plaats in Keulen op 14-15 juni 1846, met Felix Mendelssohn als dirigent, in Brussel op 24-25 september 1846 en in Gent op 27-28 juni 1847.
Vanaf 1838 was hij organist van de kerk van Sint-Jacob-op-de-Coudenberg in Brussel. Van 1847 tot 1865 was hij dirigent van de Vlaamsche Koormaatschappij Sint Cecilia in Baasrode.
Hij was lid van talrijke verenigingen en onder meer van de Academia Santa Cecilia in Rome.
In 1872 ontving hij een gouden medaille voor zijn onderzoekswerk over de Nederlandse organist Jan Pieterszoon Sweelinck.

## Trésor Musical
Robert Van Maldeghem verwierf bekendheid door de publicatie in opeenvolgende afleveringen, van 1865 tot 1893, van 58 boekdelen onder de titel Trésor Musical, een bloemlezing van religieuze en profane werken van Nederlandse componisten uit de 15de en 16de eeuw.
Ook al was de wetenschappelijke methode die hij aanwendde nog weifelend, verrichtte hij toch waardevol pionierswerk. Een tekort was dat hij niet vermeldde waaruit hij de partituren gehaald had. Waren deze partituren meestal goed overgeschreven, dan was dit minder het geval voor de teksten en voor de namen van de componisten. Voor Nederlandse vertalingen van sommige teksten deed hij beroep op Emmanuel Hiel.
Trésor Musical werd in 1965 herdrukt met een inleiding door de Amerikaanse musicoloog Gustave Reese.

## De componist
Robert Van Maldeghem liet ongeveer 160 composities na, vooral religieuze muziek (missen, motetten en gezangen). Zijn hierbij te vermelden:
- Unie-Lied, op tekst van Prudens Van Duyse (1844)
- Vijf Requiemmissen, drie- of vierstemmig met begeleiding van orgel of orkest
- Zes Missen, voor koor en orgel
- Miserere voor vierstemmig mannenkoor en orgel
- Stabat Mater voor vierstemmig gemengd koor, orkest en orgel
- Hymne du soir dans les temples, voor groot orkest (1855)
- Psalm 67, Herr Gott, du willst uns gnädig sein (1843)
- Breydel en De Conincklyrische scène voor groot orkest

## Publicaties
In samenwerking met zijn broer Evarist publiceerde hij:
- Rhyn- en Scheldegalmen, verzameling voor vierstemmige liederen (godsdienstige hymnen, volksliederen en gezelschapsgezangen) voor vierstemmige mannenkoren, deels van eigen compositie , 1842
- Cecilia, journal mensuel de musique d'église, Brugge, 1842-1864.
- Hymni sacri, verzameling kerkmuziek, 1847
- L'Orphée, 1858, methode voor zang (in het Nederlands en in het Frans, aangevulde heruitgave van L'Orphée van Evarist)

## Familie en adelstand

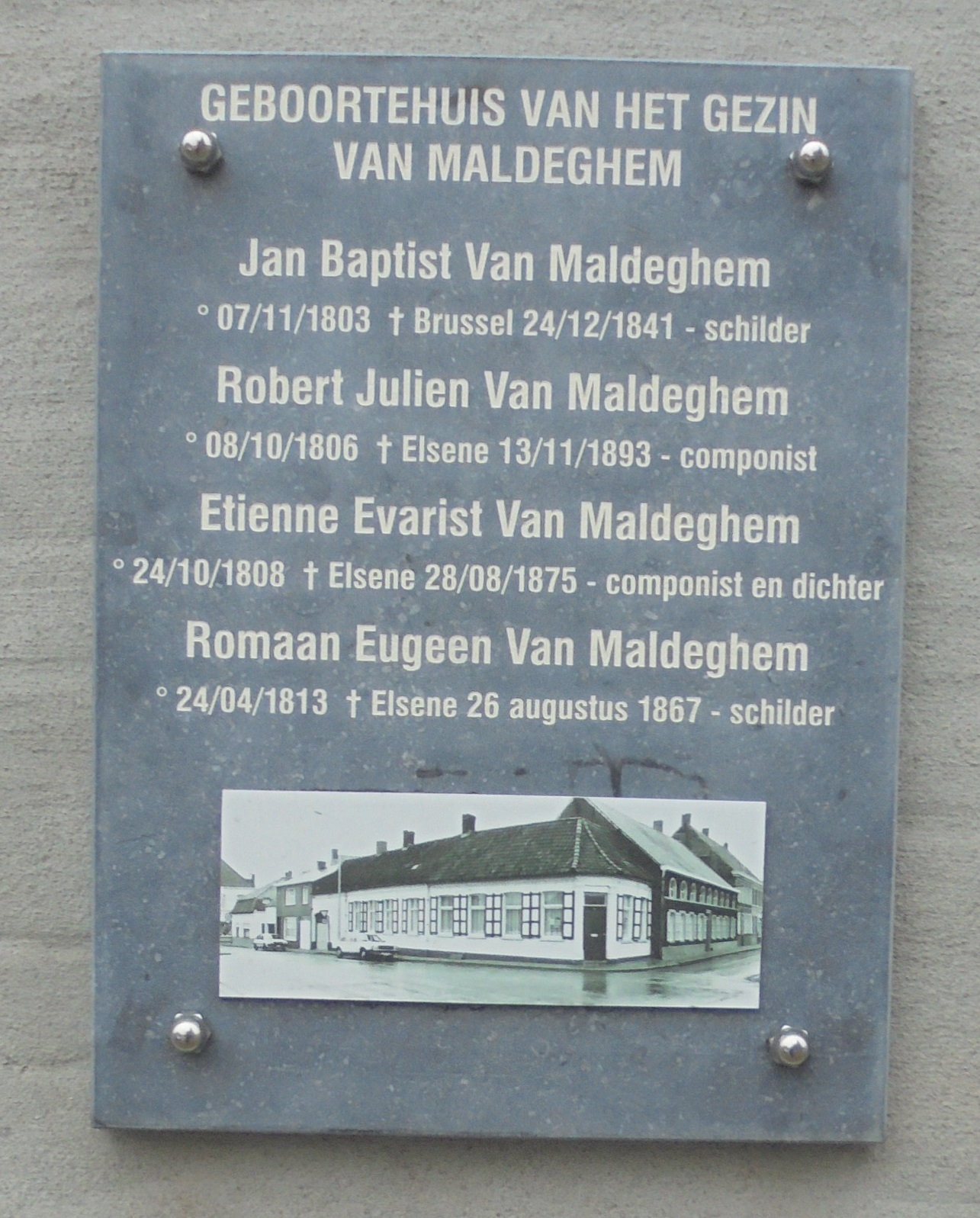

Vader Justin-Evariste Van Maldeghem (Lotenhulle 1773 - Wingene 1830), onderwijzer in Dentergem, was getrouwd met Marie-Colette Pypaert (Vinkt 1768 - Brussel 1850). Hij behoorde tot een onderwijzersfamilie, zij was een nakomelinge van minstens drie generaties veldwachters en kerkbaljuws. Ze hadden vier zonen die, na de dood van hun vader, samen met hun moeder eerst naar Wetteren en vervolgens naar Brussel trokken:
- Jean Baptiste Van Maldeghem (Dentergem 1793 - Brussel 1841), kunstschilder
- Robert Julien Van Maldeghem (Dentergem 1806 - Elsene 1893)
- Etienne Evarist Van Maldeghem (Dentergem 1808 - Elsene 1875)
- Romaan Eugeen Van Maldeghem (Dentergem 1813 - Elsene 1867), historieschilder

De oudste overleed na weinige jaren. De broers interesseerden zich aan hun afkomst en kwamen tot de vaststelling dat verre voorvaders tot de adellijke tak van de familie Van Maldeghem behoorden en kregen adelserkenning bij Koninklijk Besluit van 20 augustus 1859. Allen bleven ongehuwd en stierven zonder nakomelingen.

### Nederlandse lexicons
- Aangestipt in Geïllustreerd muzieklexicon, onder redactie van Mr. G. Keller en Philip Kruseman, medewerking van Sem Dresden, Wouter Hutschenruijter (1859-1943), Willem Landré, Alexander Voormolen en Henri Zagwijn; uitgegeven in 1932/1949 bij J. Philips Kruseman, Den Haag; pagina 424
- Jozef Robijns, Miep Zijlstra: Algemene muziek encyclopedie, Haarlem: De Haan, 1979-1984, ISBN 978-90-228-4930-9, deel 6, pagina 179 (Bijdrage R.B. Lenaerts)

- Biblioteca Nacional de España: XX1734450
- Bibliothèque nationale de France: cb147829476 (data)
- Gemeinsame Normdatei: 140146210
- International Standard Name Identifier: 0000 0000 7369 7516
- Library of Congress Control Number: no91010101
- MusicBrainz: e03355b8-968a-41cc-91e4-ac40cca0e5a6
- Nederlandse Thesaurus van Auteursnamen: 132106655
- Système universitaire de documentation: 128564857
- Virtual International Authority File: 47025508
- WorldCat: E39PBJrRcCj6tmXRwm6C4MxMT3